# Pétionville
Pétionville (hait. Petyonvil) – miasto na Haiti, na północnym stoku masywu La Selle. Około 143 tys. mieszkańców; funkcje mieszkaniowe, m.in. liczne luksusowe rezydencje polityków i bankierów; znany ośrodek wypoczynkowy. Razem z miastem Carrefour i stolicą Port-au-Prince tworzy Aire Metropolitaine (obszar stołeczny).